# Momenta Biennale d'art contemporain
MOMENTA Biennale d'art contemporain (appelé Le Mois de la Photo à Montréal jusqu'en 2017 puis MOMENTA Biennale de l'image jusqu'en 2024) est un festival qui se déroule tous les deux ans à Montréal. En plus de présenter des œuvres photographiques d'envergure internationale, il permet au public de rencontrer les photographes par le biais de conférences, de vernissages, de colloques. Mais c'est également l'occasion d'une réflexion sur le médium.

## Historique

Ancien logo

Le premier Mois de la Photo à Montréal a été organisé par VOX, centre de l’image contemporaine en 1989 pour marquer le 150e anniversaire de l’invention de la photographie. Cette entreprise permet la création d'un lieu de rencontre sans précédent dans la communauté artistique montréalaise et canadienne et inspire la transformation du Mois de la Photo à Montréal en une biennale.
Depuis sa première édition, Le Mois de la Photo à Montréal poursuit la mission de présenter le meilleur de la photographie contemporaine locale et internationale. Au fil des ans, les expositions présentées dans le cadre de l’événement font preuve de rigueur artistique, intellectuelle et académique, tout en étant accessibles à un large public.
À partir de septembre 2002, le Mois de la Photo à Montréal s'organise au sein d'une institution autonome. Ce changement d’administration est suivi par l’adoption d’un nouveau modèle de direction artistique. Pour chaque tenue de la biennale, un commissaire invité propose une nouvelle thématique unique autour de laquelle une série d’expositions, une publication et un colloque sont organisés. 
En 2017, l'événement est renommé Momenta Biennale de l'image,,.

## Fonctionnement
Le Mois de la Photo à Montréal est, depuis l'édition 2003, un festival indépendant sous la responsabilité du directeur administratif Chuck Samuels. Plusieurs partenaires sont également mis à contribution, notamment VOX, centre de l'image contemporaine qui a organisé le festival jusqu'en 2002 et qui a décidé d'en faire un organisme indépendant.

## Exemple de la9eédition(2005)
La neuvième édition s'est déroulé du 8 septembre au 10 octobre 2005 sous la houlette de Martha Langford,, historienne de la photographie, enseignante à l'Université de Concordia, commissaire d’exposition, ancienne directrice fondatrice du musée canadien de la photographie. 

### Image & Imagination
« Image & Imagination » est le thème général retenu pour cette 9e édition, tentant de « mettre en lumière un aspect négligé de l’expérience photographique : la vie d’une image dans l’esprit du spectateur ». Idée certes originale mais dont la résolution n'est pas, des plus évidentes. De fait, les expositions montrent des vues et approches artistiques idiosyncrasiques (individuelles) qui ne fournissent sans doute que peu de réponses aux prémisses du festival.

### Expositions et artistes
Le programme de 2005, en plus de quelque 26 expositions incluant la participation de près d’une centaine d’artistes, incorporeune fête d’ouverture le 8 septembre, des vernissages, en présence d'une partie des artistes du 8 au 14 septembre, des conférences d’artistes, des visites guidées et un colloque de deux jours ouvert au public les 22 et 23 septembre. La soirée du vendredi 9 septembre rend hommage à l’importante participation des femmes artistes cette année. Répondant à un cahier des charges codéfini par le festival et ses financeurs publics (Ville de Montréal, province de Québec, État fédéral), une vaste majorité des participants sont canadiens, une décision qui permet à tout visiteur canadien ou étranger d’apprécier non seulement la réalité, mais également la diversité de la production photographique canadienne. Cette édition de l'événement, en collaboration avec VOX, centre de l'image contemporaine et l’UQAM, propose deux rétrospectives d’artistes conceptuels canadiens de réputation internationale utilisant la photographie, Michael Snow et Iain Baxter. De Savona de Michel Campeau aux Irradiations de Denis Farley, en passant par Randall Anderson, Marc Audette, Diane Borsato, Destiny Deacon, Evergon, Michael Flomen, Rafael Goldchain et Arthur Renwick, entre autres, la photographie créatrice canadienne est bien vivante, avec les travaux de Martin Parr (présent durant la semaine d’ouverture), les photographies de Joel Sternfeld, Carolee Schneemann, Tracey Moffatt, Shana et Robert Parke-Harrison, Glenn Sloggett, Karen Brett. La seule représentation française consiste en un travail iconoclaste d’invention d’une ville fictive, Glooscap, par Alain Bublex.